# Izjasław II Pantelejmon
Izjasław II Pantelejmon (st.rus. Изѧславъ; ur. 1096, zm. 13 listopada 1154) – wielki książę kijowski w latach 1146–1149, 1150 i 1151–1154.

## Życiorys
Był synem Mścisława I Haralda, wielkiego księcia kijowskiego, i jego pierwszej żony Krystyny, córki Inge I, króla Szwecji.
Był dwukrotnie żonaty. Jego pierwsza żona, nieznanego imienia i pochodzenia, zmarła w 1151 roku. W 1154 roku ożenił się po raz drugi. Przypuszcza się, że druga żona Izjasława II mogła być córką Dymitra I, króla Gruzji.
Dziećmi Izjasława II byli (wszystkie pochodziły z pierwszego małżeństwa):
- Mścisław Iziasławicz, zm. 13 sierpnia 1172, książę perejasławski i włodzimiersko-wołyński, wielki książę kijowski
- nieznana z imienia córka, od 1143 lub 1144 roku żona Rogwołoda II, księcia połockiego,
- Eudoksja, druga żona polskiego księcia Mieszka III Starego[3],
- Jarosław, zm. 1174/1180, książę wołyński (łucki) i wielki książę kijowski,
- Jaropełk, zm. 1168 lub 1170, książę buski.